# 오산하
오산하(吳山河, 1982년 4월 19일 ~ )는 대한민국의 배우이다.

## 학력
- 계원예술고등학교
- 동덕여자대학교 공연예술학

## 경력
- 남예종예술실용전문학교 연기예술계열 교수
- 서울특별시 지적발달장애인복지협회 홍보대사
- 위드어스 홍보대사

## 수상내역
- 제2회 대한민국인권대상 사회복지부문 (2018)
- 제12회 글로벌기부문화공헌대상 문화발전공헌부문 (2018)
- 한국인터넷기자상 대중문화상 (2018)

## 주요 출연작

### 영화
- 《울지 않기로 결심한 날》 (2015년) - 이명선 역 (주연)
- 《신이 보낸 사람》 (2014년) - 영미 역 (특별출연)
- 《세상에서 가장 아름다운 이별》 (2011년) - 꽃매장 점원 역 (특별출연)
- 《악마를 보았다》 (2010년) - 주연 역

### 드라마 & 시트콤
- 《메메폰》 (2016년, 한중 합작 웹드라마) - 미모의 젊은 엄마 역
- 《빛나는 로맨스》 (2014년, MBC) - 특별출연
- 《KBS 드라마 스페셜 - 오빠와 미운오리》 (2013년, KBS2) - 정미 역
- 《뱀파이어 검사》 (2011년, OCN) - 오은영 역
- 《청담동 살아요》 (2011년, JTBC) - 은주 역
- 《크크섬의 비밀》 (2008년, MBC) - 이산하 역
- 《우리를 행복하게 하는 몇 가지 질문》 (2007년, KBS2) - 경진 역
- 《새리의 하루》 (2006년, KNN) -
- 《연어의 꿈》 (2006년, KBS2) - 조연지 역
- 《마법전사 미르가온》 (2005, KBS2) - 아라 이모 최진아 역

### 뮤지컬
- 2012년 《담배가게 아가씨》 - 민선 역
- 2009년 《진짜진짜 좋아해》 - 오정화 역
- 2008년 《우리동네》 - 선영 역
- 2020-2021년 《아모르파티》 - 여주인공

### 연극
- 2013년 《급매 행복아파트 천사호》
- 2006년 《사랑에 관한 다섯개의 소묘》

### 광고
- 2013년 대교 - 눈높이
- 2005년 우방건설 - 로하스유쉘
- 2007년 신한카드

### 뮤직비디오
- 2009년 SG워너비, VOS - 사랑합니다
- 2008년 THE NOTE - 그것도 모르고 Patr,2
- 2003년 Lovely Girl 오산하 - 하와이언송

## 앨범
- 2003년 1st Lovely Girl OhSanHa